# گوس لیک (آیووا)
گوس لیک (به انگلیسی: Goose Lake) شهری در ایالت آیووا کشور ایالات متحده آمریکا است که جمعیت آن در سرشماری سال ۲۰۱۰ میلادی، ۲۴۰ نفر بوده‌است.